# Helmut Oberlander
Pour l’article homonyme, voir Oberlander.
Helmut Oberlander, né le 15 février 1924 à Molotchansk (république socialiste soviétique d'Ukraine, URSS) et mort le 20 septembre 2021 à Waterloo (Ontario, Canada), est un ancien nazi allemand, résident ukrainien, naturalisé comme Canadien en 1960 ; il est considéré par le centre Simon-Wiesenthal comme un des derniers fugitifs du Troisième Reich.

## Biographie
Helmut Oberlander naît le 15 février 1924 à Molotchansk, en république socialiste soviétique d'Ukraine. Il est le fils d'un médecin et d'une infirmière et le père d'Irène Rooney,. Citoyen soviétique, il appartient à la communauté allemande (il est Volksdeutsche) : il parle allemand, russe et ukrainien.

### Seconde Guerre mondiale
Interprète à 18 ans pour l'Einsatzkommando, quand il entre en Ukraine en 1941, Helmut Oberlander sert la Sicherheitspolizei et le Sicherheitsdienst (service de renseignement de la SS) de 1941 à 1943 puis le Détachement 10a du Einsatzgruppe D. Ce détachement, composé de 100 à 120 hommes, est responsable de meurtres de Juifs, de Sinti et de Roms, notamment à Rostov-sur-le-Don où 27 000 personnes sont tuées en un an et demi. Au total, l'Einsatzkommando 10a est accusée d'avoir assassiné 40 000 personnes en Russie et en Ukraine. Oberlander soutient qu'il a été forcé de rejoindre cette unité sous la menace de mort, et qu'il n'a jamais participé à des exécutions ou des crimes de guerre. Néanmoins, une enquête de la Gendarmerie royale du Canada menée à partir des années 1960 montre qu'il s'est porté volontaire. 
Helmut Oberlander fait partie des dizaines de milliers de volontaires ukrainiens s'étant engagés dans la Waffen-SS. 

### Après la guerre
Oberlander émigre avec sa femme Margaret en 1954 au Canada, à l'âge de trente ans, en même temps de plusieurs dizaines de milliers d'Allemands. Il travaille dans la construction et vit dans la circonscription de Kitchener-Waterloo en Ontario, au sein de la communauté allemande. En 1958, il fonde son entreprise, Oberlander Construction Ltd. ; le contexte économique favorable de l'époque lui permettant de s'enrichir. Oberlander acquiert une maison secondaire en Floride. Il est naturalisé canadien en 1960.  

## Enquêtes et procédures judiciaires

### Lancement d'une enquête
En mai 1963, un article dans un journal soviétique identifie Oberlander et trois autres personnes comme participants d'une tuerie de masse à Taganrog et vivant désormais au Canada. À la demande du ministère des Affaires étrangères, la Gendarmerie royale du Canada (GRC) commence à enquêter sur son passé. Son dossier militaire est transmis par l'ambassade canadienne à Cologne, confirmant sa participation à la Sicherheitspolizei et le Sicherheitsdienst. Néanmoins, la politique de la gendarmerie canadienne dans les années 1960 est de ne pas étudier les accusations de crime de guerre. 
En 1970, Oberlander est interrogé au consulat d'Allemagne de l'Ouest à Toronto sur sa participation à l'Einsatzkommando 10a. il réfute toutes les accusations de crime de guerre, indiquant avoir uniquement travaillé comme interprète ou à surveiller des marchandises, et n'avoir eu connaissance d'aucune exécution. Néanmoins, ses affirmations sont contredites par les témoignages d'autres membres de l'Einsatzkommando, qui confirment les nombreux assassinats commis par cette unité. Fin 1970, l'Allemagne de l'Ouest clôt l'enquête sur Oberlander, estimant que les éléments sont trop minces pour prouver sa culpabilité. Sept membres de son unité sont condamnés par des tribunaux allemands à des peines allant de 2 à 10 ans de prison. 
En 1980, Robert Kaplan devient Solliciteur général du Canada, au sein du ministère de la justice, et décide de poursuivre les criminels de guerre nazis présumés vivant au Canada. Oberlander figure parmi les 252 enquêtes ouvertes par la Gendarmerie royale du Canada. Dans son dossier, les enquêteurs indiquent qu'Oberlander n'aurait jamais dû être autorisé à immigrer au Canada ni recevoir de visa étant donné son appartenance aux Einsatzgruppen. 
Peu après, la Commission d'enquête sur les criminels de guerre (ou commission Deschêne) qui étudie les dossiers de 744 criminels nazis potentiels au Canada, se penche sur le dossier d'Oberlander. La commission rend sont rapport final en 1986 et classe Oberlander parmi 29 cas jugés digne « d'attention spéciale » en raison des preuves existantes et de la gravité des accusations. Les éléments récoltés par les enquêteurs en Israël, aux États-Unis et en Allemagne de l'Ouest n'indiquent pas la participation directe d'Oberlander dans des exécutions. Néanmoins, la commission établit qu'Oberlander a délibérément menti sur son passé militaire lorsqu'il a demandé à s'établir au Canada. En octobre 1986, Helmut Oberlander est entendu par la gendarmerie royale du Canada à Kitchener mais refuse de témoigner directement devant la commission Deschênes, envoyant deux avocats à la place. 

### Procédures judiciaires
À la suite des recommandations de la commission Deschênes, le gouvernement canadien lance des procès pour crime contre l'humanité envers plusieurs anciens nazis, mais aucun n'aboutit à des condamnations. Le gouvernement décide alors de changer de stratégie et de révoquer la citoyenneté des anciens criminels de guerre, afin de permettre leur extradition.
En janvier 1995, le gouvernement canadien annonce qu'il va lancer une procédure envers Helmut Oberlander pour révoquer sa citoyenneté. Son passé durant la Seconde Guerre mondiale est rendu public pour la première fois et attire l'attention des médias. La procédure est lancée le 28 avril ; Oberlander et sa femme fuient le pays pour leur maison secondaire en Floride, mais les autorités américaines les retrouvent. Le 8 mai 1995, le couple accepte de repartir au Canada plutôt que d'être expulsé des États-Unis.  
Bernie Farber, chef de la direction du Congrès juif canadien et fils d'un survivant de la Shoah ayant émigré au Canada après la guerre, a fait pression pendant 25 ans auprès des autorités canadiennes pour qu'elles traitent le dossier d'Oberlander pour sa participation à l'Einsatzkommando 10a. En 2000, un juge confirme qu'il a été membre de l'Einsatzkommando 10a. 
Helmut Oberlander voit sa citoyenneté révoquée en 2001 (puis rétribuée), à nouveau révoquée en octobre 2008 et rétribuée en novembre 2009. Les poursuites recommencent en 2012,,. Il fait appel de chacune de ces révocations et récupère sa nationalité. En juin 2017, sa citoyenneté est révoquée pour la quatrième fois par le gouvernement canadien. En décembre 2019, néanmoins, la Cour suprême du Canada refuse d'entendre son appel, ouvrant la voie à une possible extradition. 
En 2020, le dossier d'Oberlander de la gendarmerie canadienne est rendu public. Helmut Oberlander est alors le dernier des 28 criminels de guerre nazi poursuivis au Canada. Son cas divise, certains (comme ses enfants et petits-enfants) estimant que « les blessures du passé doivent être pansées et nous devons aller de l'avant en harmonie avec [tous] les Canadiens ». Une pétition en faveur d'Oberlander reçoit 12 000 signatures, tandis que plusieurs organisations juives demandent au gouvernement de le déchoir de sa citoyenneté.

## Mort
Le 20 septembre 2021, Helmut Oberlander meurt au Canada, sans avoir été poursuivi. Sa mort est commentée par plusieurs organisations juives qui déplorent qu'il n'ait pas pu être jugé et estiment que le système judiciaire n'a pas été à la hauteur.